# Чернівецький міський ліцей №1
 Чернівецький міський ліцей № 1  — навчальний заклад у місті Чернівці математичного та економічного профілів.
Замість уроків - пари.
Чернівецький ліцей має свою сторінку на Вікіпедії 

## Історія

Чернівецький ліцей № 1 був заснований 15 травня 1991 року за сприянням Чернівецької міської ради та ЧНУ.
- 1991-1997 р. — директор Харламова Тетяна Сергіївна.
- 1997-2009 р. — директор Головко Станіслав Петрович.
- 2009-наш час — директор Кінащук Наталія Леонідівна.

Ліцей містить другий корпус - філію, отриману в 1994 році.
За всю історію закладу, ліцей чотири рази потрапляв у сотню найкращих шкіл України за результатами ЗНО: у 2016, 2018, 2019 та 2020 роках. Багато учнів отримують всі 200 балів за результатом ЗНО. Також він є у трійці найкращих закладів освіти міста Чернівці. В 1990-х роках проводилися посвяти у розважальному форматі з жартівливими випробуваннями.
У 2001 році ліцей вперше провів традиційну посвяту в ліцеїсти. Цього ж року було створено гімн ліцею. 
Протягом життя ліцею, кількість класів збільшувалася: спочатку було лише 4 одинадцяті та 4 десяті а, 2021 року набрали шостий клас.

## Профіль
В ліцеї є 3 профілі: економічний, ІТ та фізико-математичний. Також є такі профільні предмети: фізика, математика, інформатика та економіка. Спецкурси та факультативи: розв'язування олімпіадних задач, «Власна справа», основи споживчих знань, економічне право, рідне місто.
Нині з восьмого класу учнів ділять на профілі.

## Сьогодення
На даний момент[який?] в ліцеї є 11 класів. В ліцеї викладають 27 вчителів. Також ліцей брав і бере активну участь у конкурсах:
- Міжнародна олімпіада з інформатики — бронзова медаль
- Турнір з фінансової грамотності в ЧНУ - перше місце (у складі  Петровський А., Гульчак Д., Дмитрієва Я., Ігор Багрій, Ушаков А, Романчук А.)
- Міжнародна олімпіада юних вчених з фізики, хімії та біології IJSO`19 (Катар) - бронзова медаль
- Міжнародна наукова конференція в м. Барановичі (Білорусь)
- Інформатика — срібна медаль
- Фізика — срібна медаль, бронзова медаль
- Міжнародний конкурс наукових робіт з фізики Польської Академії наук «Перший крок до Нобелівської премії» (м. Варшава) — 6 лауреатів.
- Міжнародний конкурс з програмування (м. Брно, Чехія) — 5 дипломантів.
- Міжнародна наукова конференція «Сахаровські читання» (м. Санкт-Петербург) — 13 лауреатів.
- Відкрита наукова конференція школярів при Московському енергетичному інституті (м. Москва) — 12 лауреатів.
- Турнір юних математиків у Сумах — III командне місце на Україні.
- Відкрита Московська олімпіада — 4 дипломанти.
- Російська відкрита науково-практична конференція школярів — 2 лауреати, 1 дипломант.
- Соровські олімпіади — 3 лауреати.
- Фестиваль наук (м. Одеса) — 3 лауреати.
- Міжнародна конференція з конфліктології (м. Чернівці) 4 лауреати.
- Міжнародний конкурс «Пам'ятники історії» 6 дипломантів.
- Міжнародна конференція молодих вчених 2009-10 н.р. Індонезія, Балі, 3 учасники
- ХХ Московська науково-практична конференція «Потенціал», м. Москва 2010 р.
- Всеукраїнський конкурс проектів «Intel-Техно Україна», м. Київ 2011 р., ІІ місце.
- Учитель фізики та астрономії вищої кваліфікаційної категорії Пшенічка Пауль Францович — переможець національної премії Global Teacher Prize Ukraine (2017), почесний член Лондонського інституту фізики, Найкращий вчитель фізики світу за версією Intel (2004).
- Випускники ліцею продовжують навчання за кордоном:
- Олексій Марценюк після закінчення ЧНУ навчався в Бельгії, згодом працював заступником міністра оборони України;
- Ходаковський Олександр після закінчення КПІ навчався в магістратурі в Німеччині;
- Мельник Юлія — випускниця КМА закінчила магістратуру в Сорбонні;
- С'єдіна Катерина — випускниця КМА продовжила навчання в магістратурі м. Осло;